# 조반니 조르조 델 몬페라토
조반니 조르조 팔레올로고(이탈리아어: Giovanni Giorgio, 1488년 1월 20일 - 1533년 4월 30일)는 몬페라토 변경백국을 통치한 마지막 팔라이올로고스 가문 출신 후작이다.

## 생애
조반니 조르조는 보니파초 3세 델 몬페라토와 마리야 브란코비치 사이에 태어났다. 카살레의 주교로 있던 1530년에 그의 조카 몬페라토 후작 보니파초 4세가 후계자를 두지 않은체 갑작스럽게 사망하고 말았다.
그의 건강이 좋지 않음에도 가문의 마지막 후계자였기에 조반니 조르조는 새로운 후작이 되는 것외는 다름 선택 사항이 없었다. 후계자를 만들기 위해, 1533년 4월 21일 나폴리의 페데리코 4세 디 나폴리의 딸 41세의 훌리아와 혼인하였다. 그는 그 후 9일 뒤에 사망했다.
3년간의 에스파냐 점령 시기를 거친 후, 몬페라토는 1531년에 그의 조카딸인 마르게리타 팔레올로가와 혼인한 페데리코 2세 곤차가의 지배를 받았다.

## 후손
조반니 조르조는 사생아인 플라미니오(Flaminio)를 두었는데, 그 플라미니오의 자녀들 중 Teodoro와 Ferdinando의 계보가 알려져있다.
2007년에 이루어진 연구에 따르면, 이 중 팔레올로고오리운디(Paleologo-Oriundi)라는 성씨를 쓰는 Teodore의 후손 가문의 경우는 베네치아에 거주 중인 1981년, 1983년생 남자후손까지 이어져 현존하고 있음을 확인한 바 있다.